# Pansarvärnskanonvagn m/43
Der Pansarvärnskanonvagn m/43 (Pvkv m/43) war ein schwedischer Jagdpanzer der 1940er-Jahre.

## Geschichte
Da der Einsatz von Panzern im Verlauf des Zweiten Weltkrieges eine immer größere Bedeutung erlangte, wurde deren Bekämpfung immer dringender. Die deutsche Wehrmacht hatte Erfolge mit den Sturmgeschützen III und IV auf diesem Gebiet. Daher lag es für die schwedische Armee nahe, ein ähnliches Fahrzeug zu schaffen. Als Grundlage diente der Stridsvagn m/42, der mit einem turmlosen geschlossenen Aufbau versehen wurde, in den eine 75-mm-Flak eingebettet war. Von diesem Fahrzeug wurden 1942 87 Stück bei AB Landsverk bestellt und von 1946 bis 1948 ausgeliefert. In den Jahren 1963–1964 erhielten die Fahrzeuge andere Motoren, mit denen sie bis 1970 im Dienst blieben. Ihre Kanonen wurden darüber hinaus bis 1995 für die Küstenverteidigung genutzt.

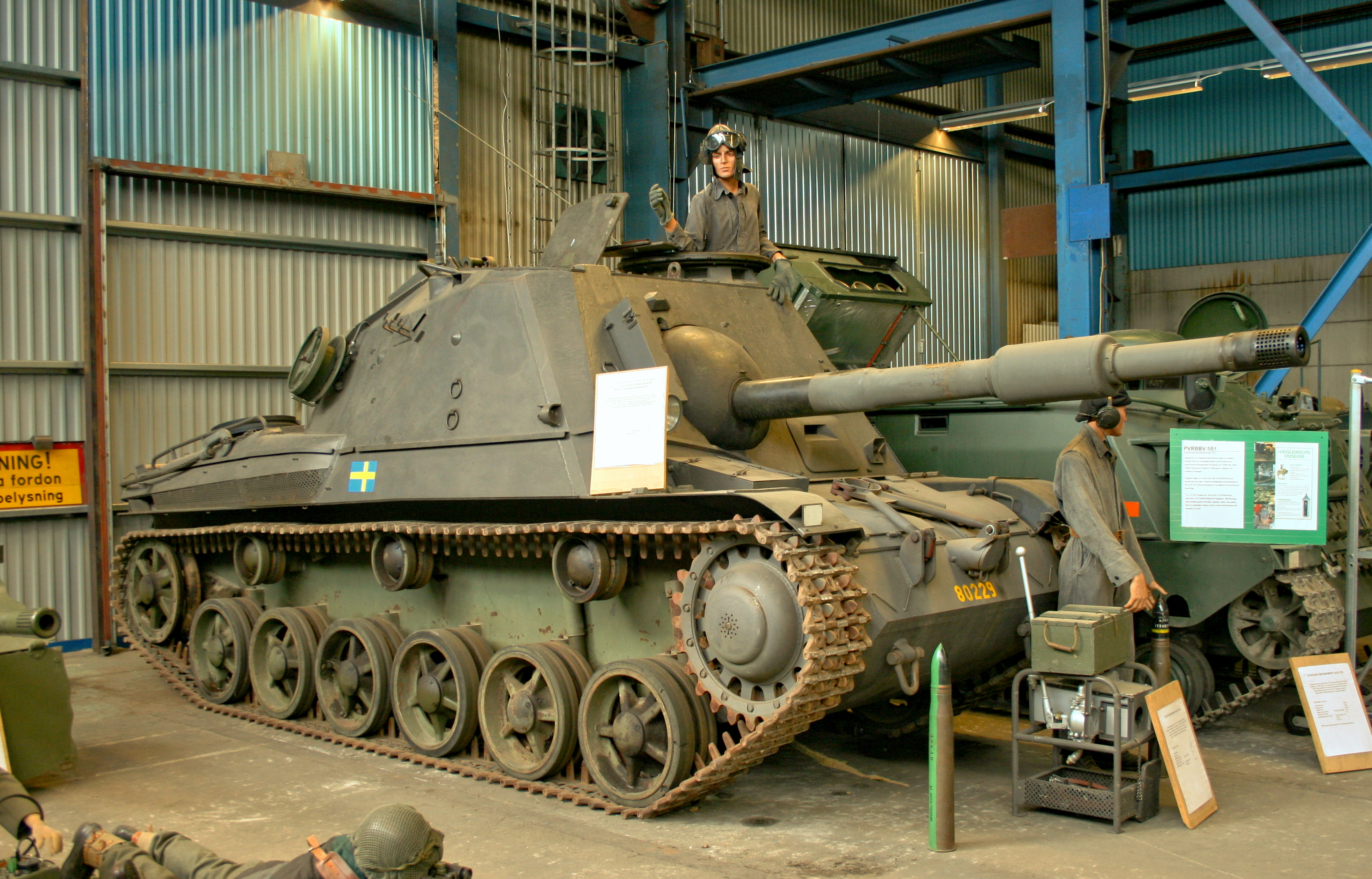
Pvkv m/43 in Hässleholm